# Cordilheira Elbruz

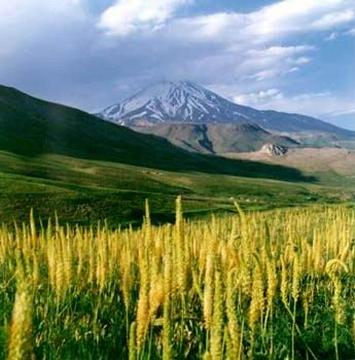
O pico Demavend.

A cordilheira Elburz, ou Alburz, é uma cadeia de montanhas no continente asiático perto do mar Cáspio, no Irão. O seu ponto culminante é o Pico Demavend.
A cordilheira no norte do Irã se estende desde a fronteira do Azerbaijão ao longo da costa oeste e inteira ao sul do Mar Cáspio e finalmente corre para o nordeste e se funde com as montanhas Aladagh nas partes do norte de Khorasan. Esta cordilheira está dividida nas Montanhas Alborz Ocidental, Central e Oriental. A Cordilheira Ocidental de Alborz (geralmente chamada de Talysh ) corre na direção sul-sudeste quase ao longo da costa oeste do Mar Cáspio. O Alborz Central (as montanhas de Alborz no sentido mais estrito) corre de oeste para leste ao longo de toda a costa sul do Mar Cáspio, enquanto a cordilheira oriental de Alborz corre na direção nordeste, em direção às partes norte da região de Khorasan, a sudeste do Mar Cáspio. O Monte Damavand , a montanha mais alta do Irã medindo 5 610,0 m (18 405,5 pés), está localizado nas Montanhas Alborz Centrais.